# Stachys chamissonis
Stachys chamissonis är en kransblommig växtart som beskrevs av George Bentham. Stachys chamissonis ingår i släktet syskor, och familjen kransblommiga växter.

## Underarter
Arten delas in i följande underarter:
- S. c. chamissonis
- S. c. cooleyae